# Poggiolo (Umbrien)
Poggiolo ist eine Fraktion (italienisch frazione) der italienischen Gemeinde Calvi dell’Umbria in der Provinz Terni, Region Umbrien.

## Geografie
Der Ort liegt etwa 3 km nordwestlich des Hauptortes Calvi dell’Umbria, etwa 17 km südwestlich der Provinzhauptstadt Terni und etwa 75 km südlich der Regionalhauptstadt Perugia. Der Ort liegt bei 325 m s.l.m. und hatte 2011 etwa 34 Einwohner.

## Die Kirche San Giorgio
Die Kirche San Giorgio ist dem hl. Georg geweiht und entstand 1873. Sie gehört zum Bistum Terni-Narni-Amelia.